# Roman Badanin
Roman Sergejevič Badanin (rusky Рома́н Серге́евич Бада́нин; * 1. ledna 1970 v Kurganu) je ruský novinář s oficiálním označením „zahraniční agent“.. Vystudoval historii na Moskevské státní univerzitě a zpočátku se zabýval vědeckou prací. Svoji publicistickou dráhu začal v roce 2001 v novinách Gazeta.Ru, kde působil jako redaktor politického oddělení a zástupce šéfredaktora. Odtud v listopadu 2011 odešel. V letech 2011–2013 vedl časopis Forbes Russia a v letech 2016–2017 byl šéfredaktorem televizní stanice Dožď. V roce 2018 založil mediální portál Projekt, jenž se zaměřoval na investigativní žurnalistiku. O tři roky později se vystěhoval z Ruska v době, kdy byla zařazena mezi „zahraniční agenty“ redakce Projektu.